# Isidor Rayner

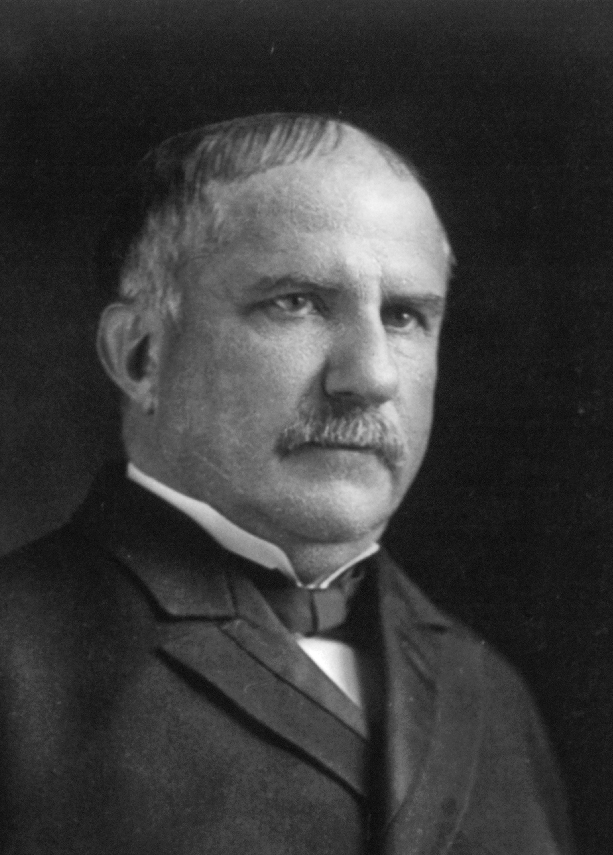
Isidor Rayner

Isidor Rayner (geboren am 11. April 1850 in Baltimore, Maryland; gestorben am 25. November 1912 in Washington, D.C.) war ein US-amerikanischer Politiker der Demokratischen Partei. Von 1905 bis 1912 war er Senatsmitglied. Er war von 1887 bis 1889 und von 1891 bis 1895 Repräsentant des 4. Wahlbezirks des Bundesstaates Maryland.

## Leben
Rayner wurde in eine jüdisch-deutschen Familie in Baltimore geboren. In seiner Familie wurde er nach dem jüdischen Glauben erzogen. Er besuchte Privatschulen in seiner Heimatstadt. Später studierte er an den Universitäten von Maryland und Virginia Rechtswissenschaft. Im Jahr 1871 schloss er das Studium erfolgreich ab.
Im selben Jahr heiratete er Frances Jane Bevan.
Rayner wurde 1878 in das Abgeordnetenhaus von Maryland gewählt, wo er bis 1884 einen Sitz innehatte. Im Jahr 1885 wurde er für ein Jahr Mitglied im Senat von Maryland. Im Jahr darauf wurde er ins Repräsentantenhaus der Vereinigten Staaten (50. Kongress) gewählt. 1888 scheiterte er bei seiner Kandidatur für den 51. Kongress, konnte jedoch wieder in den 52. und 53. Kongress einziehen. 1894 stellte er sich nicht als Kandidat zur Verfügung. Im Jahr 1899 wurde er Attorney General des Staates Maryland. Dieses Amt übte er vier Jahre lang aus, ehe er 1905 für die Demokratische Partei in den US-Senat gewählt und im Jahr 1911 wiedergewählt wurde. Während seiner Amtszeit war er Vorsitzender des Indianer-Ausschusses.
1912 starb Rayner in Washington, D.C. im Amt des US-Senators. Er wurde auf dem Rock Creek Friedhof beigesetzt.

## Schriften (Auswahl)
- Isidor Rayner, Geo L. Castner, University of Virginia: Jefferson Society, University of Virginia, intermediate celebration, Monday evening April 13th, 1868. Jefferson Society, Charlottesville 1868, OCLC 45913295.
- Isidor Rayner, United States Congress House: Government postal telegraph. June 25, 1888. – Referred to the Committee on Rules and ordered to be printed. Washington 1888, OCLC 857752752.
- Isidor Rayner, United States Congress House Committee on Commerce: Commercial sales between residents of the several states. March 21, 1888. – Referred to the House Calendar and ordered to be printed. Washington 1888, OCLC 857748265.
- Isidor Rayner: The Issues of the Coming Campaign. in: The North American Review. Band 147, Nr. 380, 1. Juli 1888, ISSN 0029-2397, OCLC 5543831770, S. 95–101.
- Isidor Rayner, United States Congress House Committee on Commerce: Lighthouse, Cob Point Bar, Wicomico River, Maryland. January 18, 1888. – Committed to the Committee of the Whole House on the State of the Union and ordered to be printed. Washington  1888, OCLC 857745100.
- Isidor Rayner; United States Congress House: Government postal telegraph. December 5, 1888. – Referred to the Committee on Rules and ordered to be printed. Washington 1888, OCLC 857755167.
- Isidor Rayner; United States Congress House: Payment of messengers. June 4, 1888. – Referred to the Committee on Accounts and ordered to be printed. Washington 1888, OCLC 857751871.
- Isidor Rayner; United States Congress House Committee on Foreign Affairs: Guano Islands. February 8, 1889. – Referred to the House Calendar and ordered to be printed. Washington 1889, OCLC 857756241.
- Isidor Rayner: Against free coinage of silver. Washington 1892, OCLC 76838060.